# Dalophis obtusirostris
Dalophis obtusirostris är en fiskart som beskrevs av Jacques Blache och Marie-Louise Bauchot 1972. Dalophis obtusirostris ingår i släktet Dalophis och familjen Ophichthidae. Inga underarter finns listade i Catalogue of Life.